# Apatin
Apatin (szerbül: Апатин / Apatin, németül: Abthausen) város és község Szerbiában, a Vajdaságban, a Nyugat-bácskai körzetben.

## Fekvése
Zombortól 15 km-re délnyugatra, a Duna bal partján fekszik.

## A község települései
A községhez Apatinon kívül még négy település tartozik (zárójelben a szerb nevük szerepel):
- Bácskertes (Купусина / Kupusina)
- Bácsszentiván (Пригревица / Prigrevica)
- Szilágyi (Свилојево / Svilojevo)
- Szond (Сонта / Sonta)

## Nevének eredete
Neve a magyar apáti (= apát birtoka) szóból származik.

## Története
Apatin helyén a 11. században egy nagyobb birtoktest volt, melyet Dávid herceg 1090 körül a tihanyi apátságnak adott 5 háznéppel, 3 eke földdel és 5 halastóval együtt.
1337-ben a birtoktest egy másik részét, azt, „ahol a nagy árok végződött”  I. László király a bátai apátságnak adta, ekkor Apatti néven említik.
Apatin északi részén egy nemes falu alakult ki Aranyán néven, mely a Csemely nemzetség tagjainak birtoka volt, míg a déli Apossal szomszédos része 1401-től Aposaranyán néven szerepelt. Aranyán egy részén besenyők lakhattak, ezért egy időben Aranyánt Besenyőnek nevezték.
Ez a jelentékeny helység a fennmaradt határleírás szerint a Nagyárok, Papi, Apos, a Duna és a bátai apátság földje között feküdt, tehát a mai Apatin területén.
Határában kezdődik a Bácsföldvárig húzódó római sánc. Egykori várát 1453-tól említik, ekkor a kalocsai érsekségé volt. A vár a török időkben pusztult el, nyoma sem maradt. A török időkben elnéptelenedett települést a 18. században württembergi németekkel telepítették be.
1910-ben 13 136 lakosából 11 661 német és 1067 magyar volt. A trianoni békeszerződésig Bács-Bodrog vármegye Apatini járásának volt a székhelye.
1941-ben visszakerült Magyarországhoz. A várost a szerb partizánok 1944. október 24-én bevették, majd az év végén onnan 2400 személyt hurcoltak szovjet munkatáborokba. 1945. március 11-én a város csaknem egész lakosságát, mintegy 8000 embert a gádori és a körtési szerb haláltáborba hajtották, ahol sokan éhen haltak. Azután likai szerbeket költöztettek a kitelepített németek helyébe.

## Népesség

### Demográfiai változások
| 1948   | 1953   | 1961   | 1971   | 1981   | 1991   | 2002   | 2011   |
| ------ | ------ | ------ | ------ | ------ | ------ | ------ | ------ |
| 13 195 | 14 465 | 17 191 | 17 565 | 18 320 | 18 389 | 19 320 | 17 411 |

## Híres szülöttei
- Caspar Fischer (1772–1829) orgonaépítő
- Johann Fischer (1810–1839) orgonaépítő
- Pártos Gyula (1845–1916) építész
- Kék Lajos (1854–1909) ügyvéd, országgyűlési képviselő
- Mihályi József (1889–1978) precíziós műszerész
- Ábrahám Pál (1892–1960) világhírű operett- és filmzeneszerző, karmester
- Sinkó Ervin  (1898–1967) forradalmár, költő, író
- Terray Barnabás (1919–1991) bölcsész, irodalmár
- Andresz Vilmos (1923–?) színész, a Madách Színház tagja
- Kiefer Ferenc (1931–2020) nyelvész, a Magyar Tudományos Akadémia rendes tagja
- Szűcs Lajos (1943–2020) labdarúgó
- Pásty Júlia (1944) írónő

## Képek

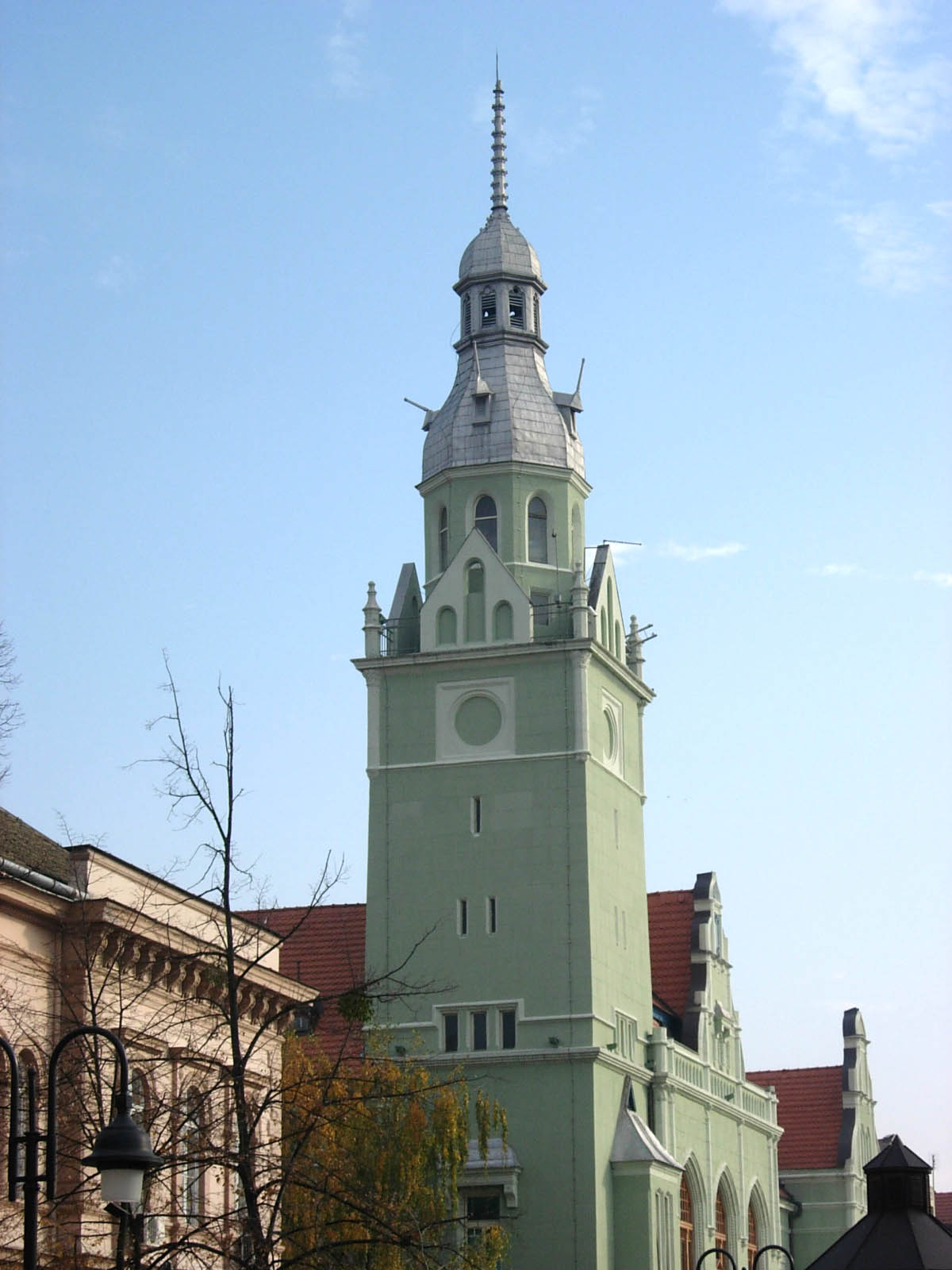
A városháza épülete
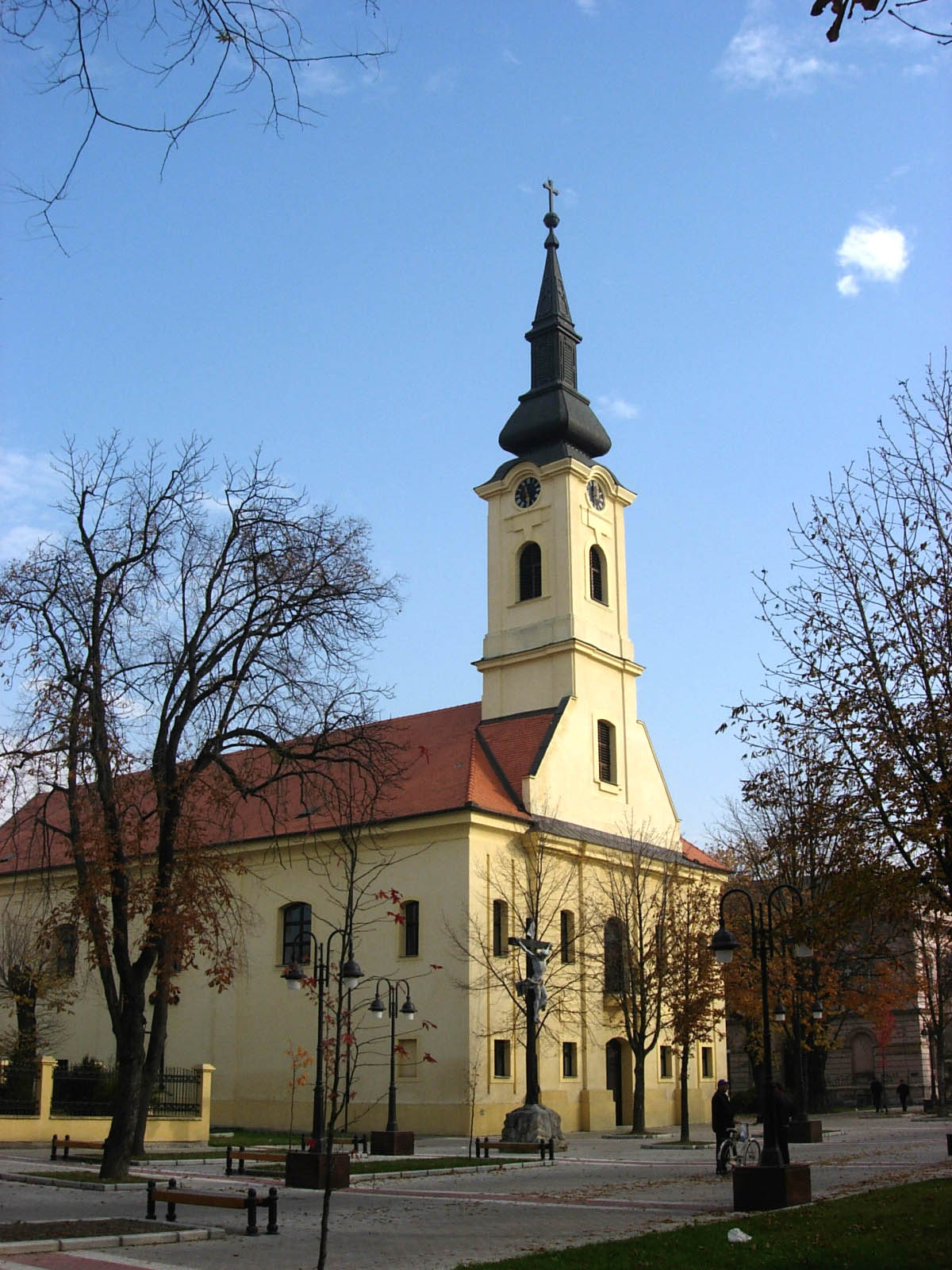
A Mária Mennybemenetele római katolikus templom
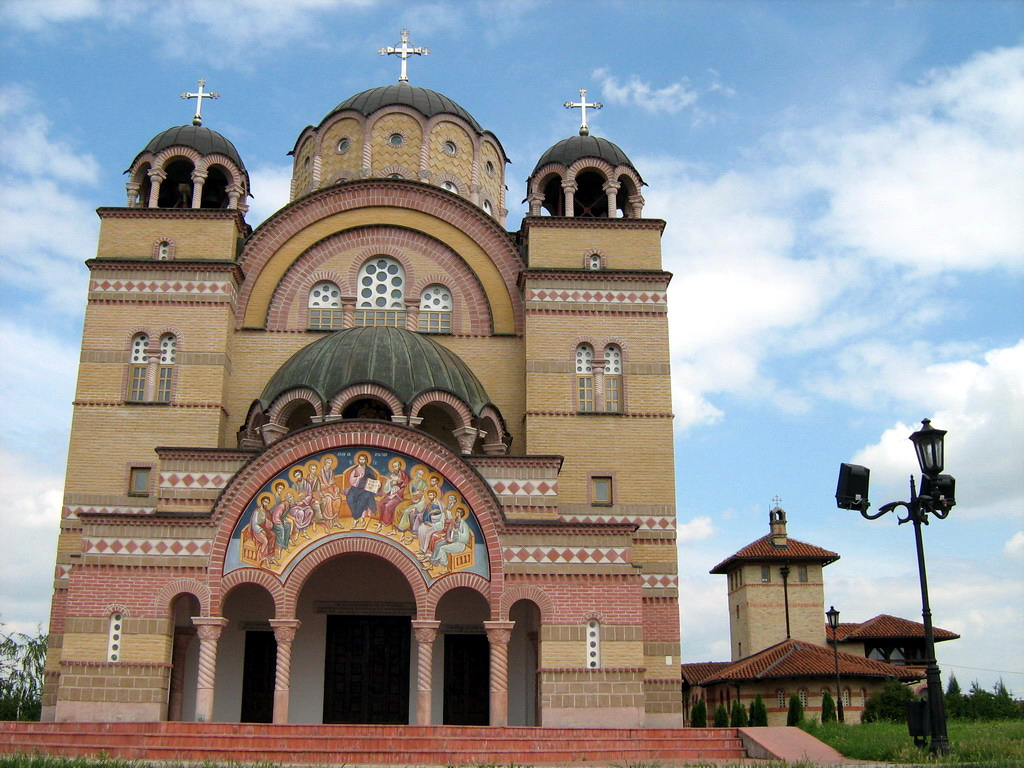
Az ortodox templom
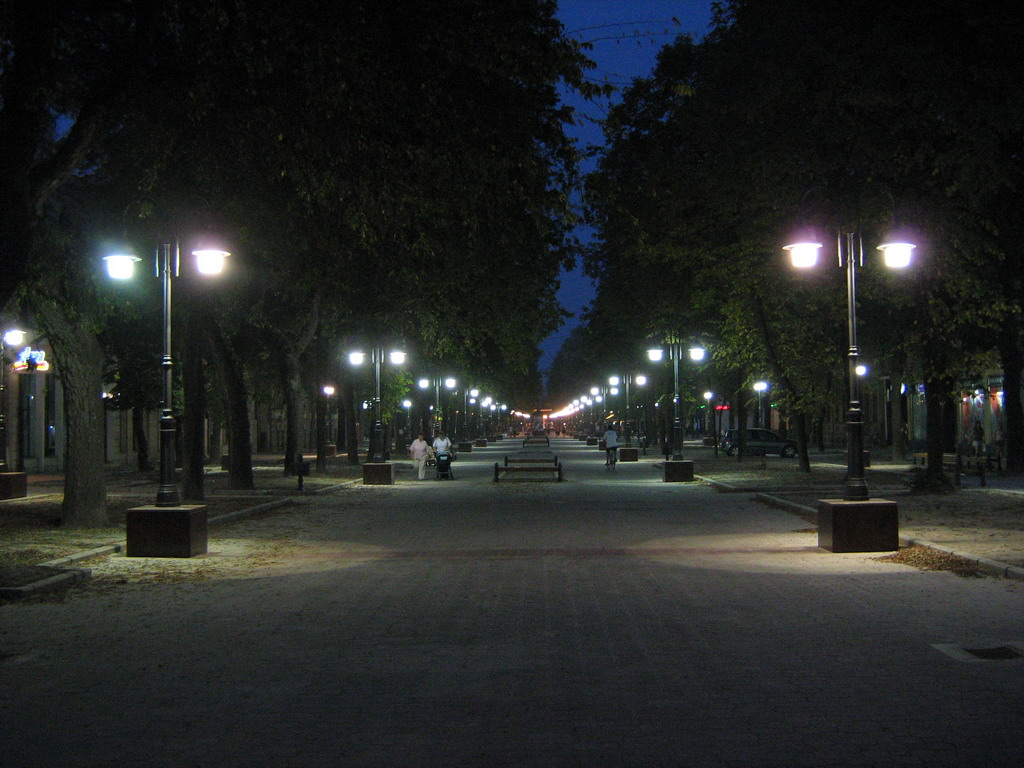
A Szerb Uralkodók utcája éjjel
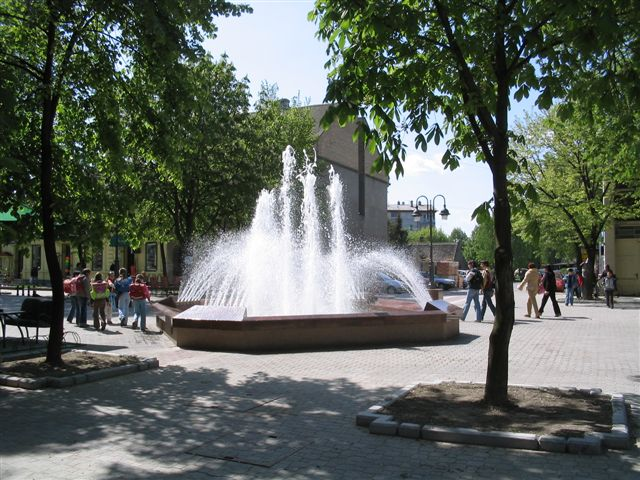
Szökőkút
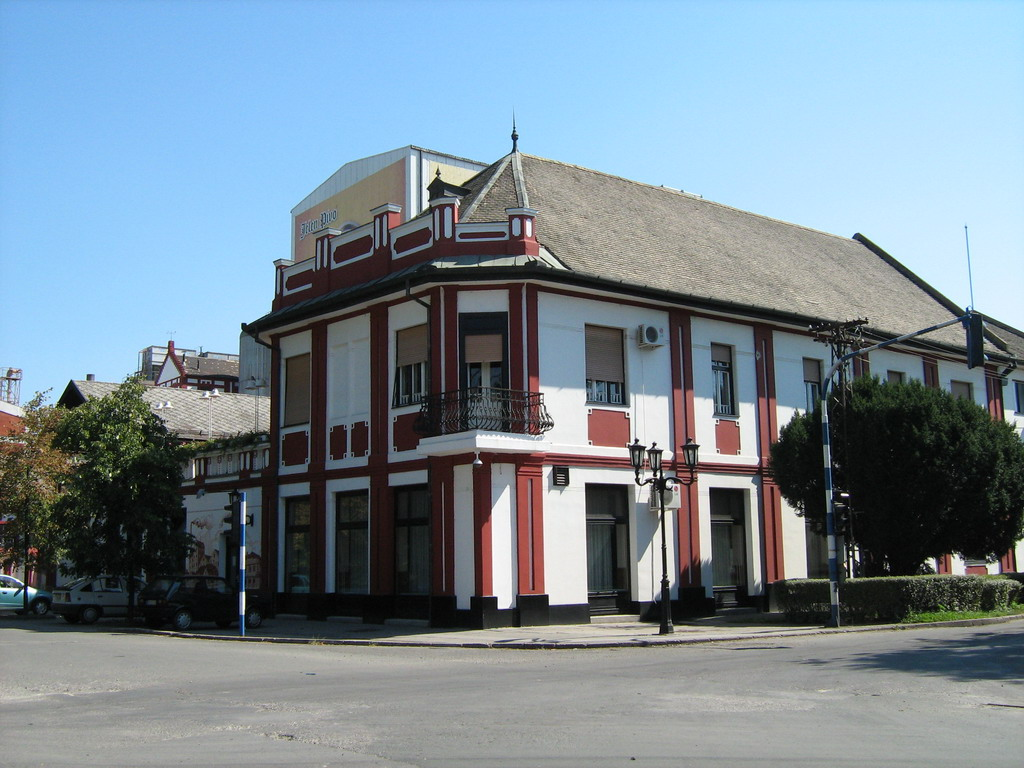
Az apatini sörgyár
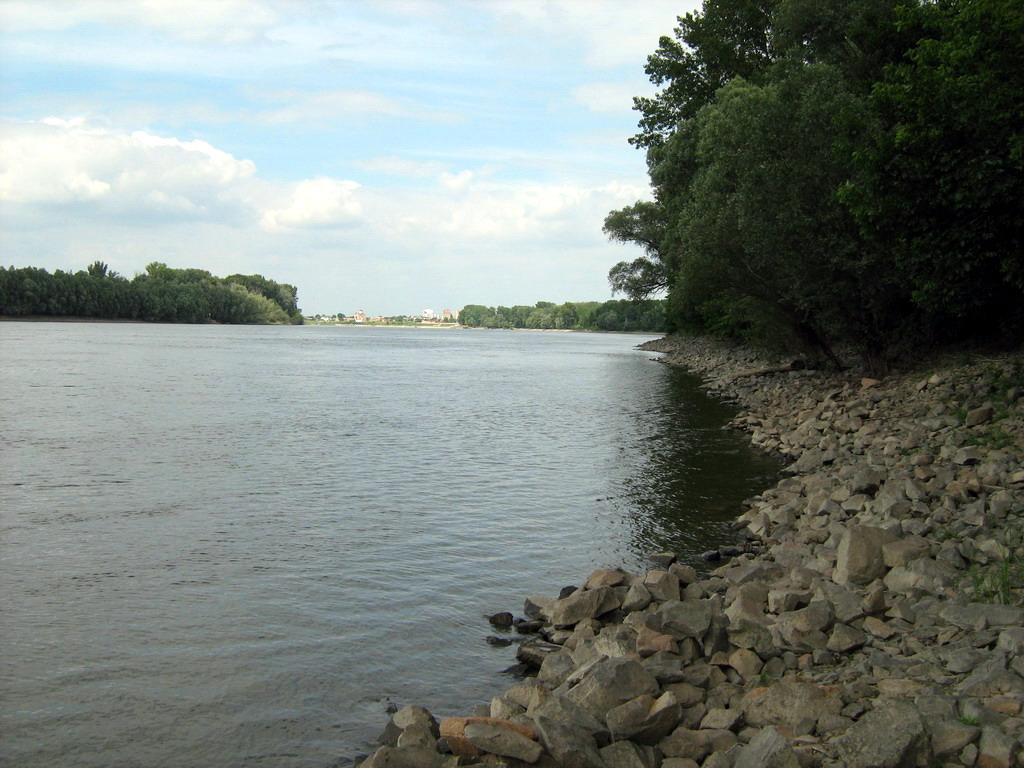
A Duna Apatinnál
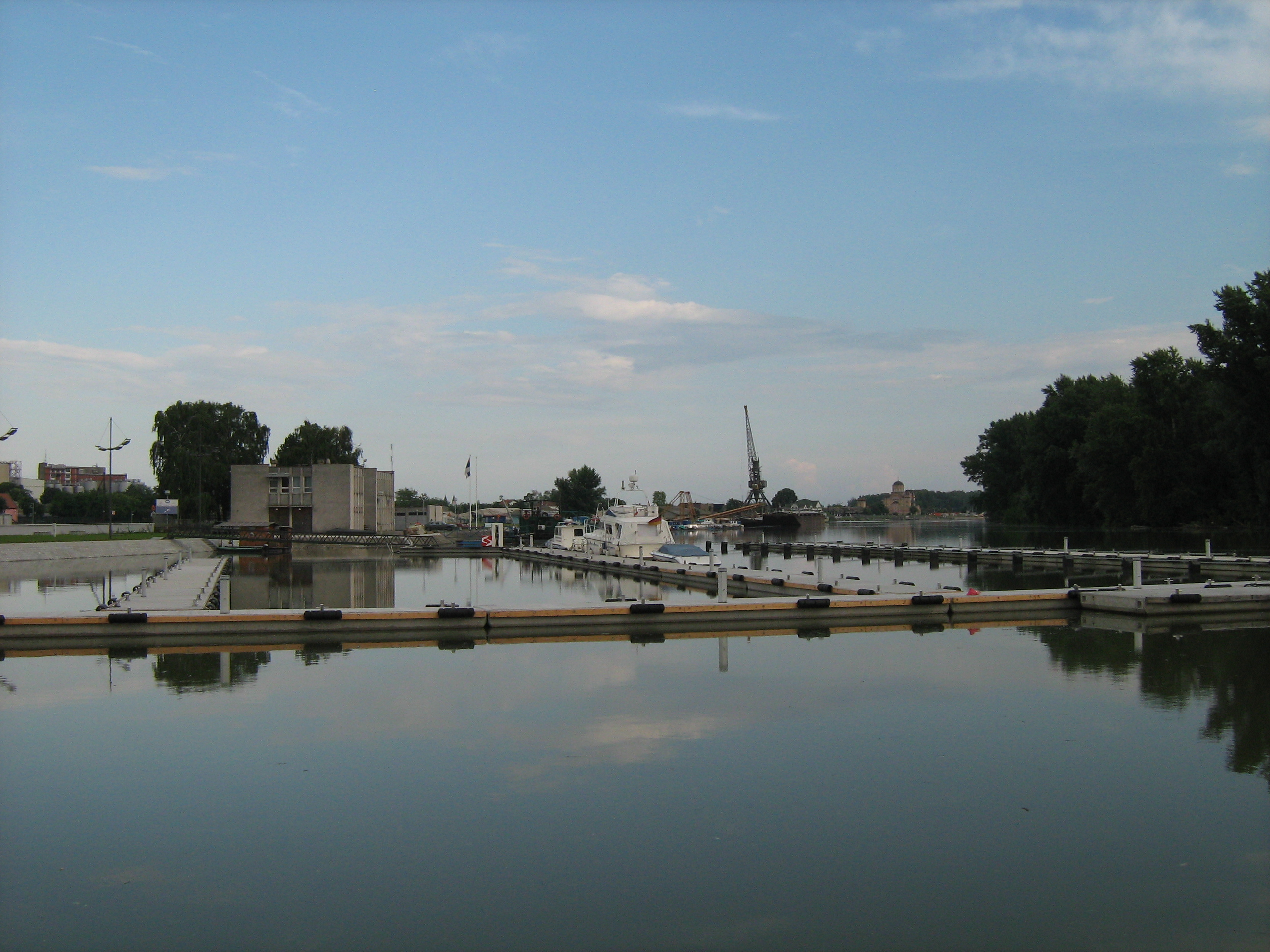
Nemzetközi teherkikötő a Dunán
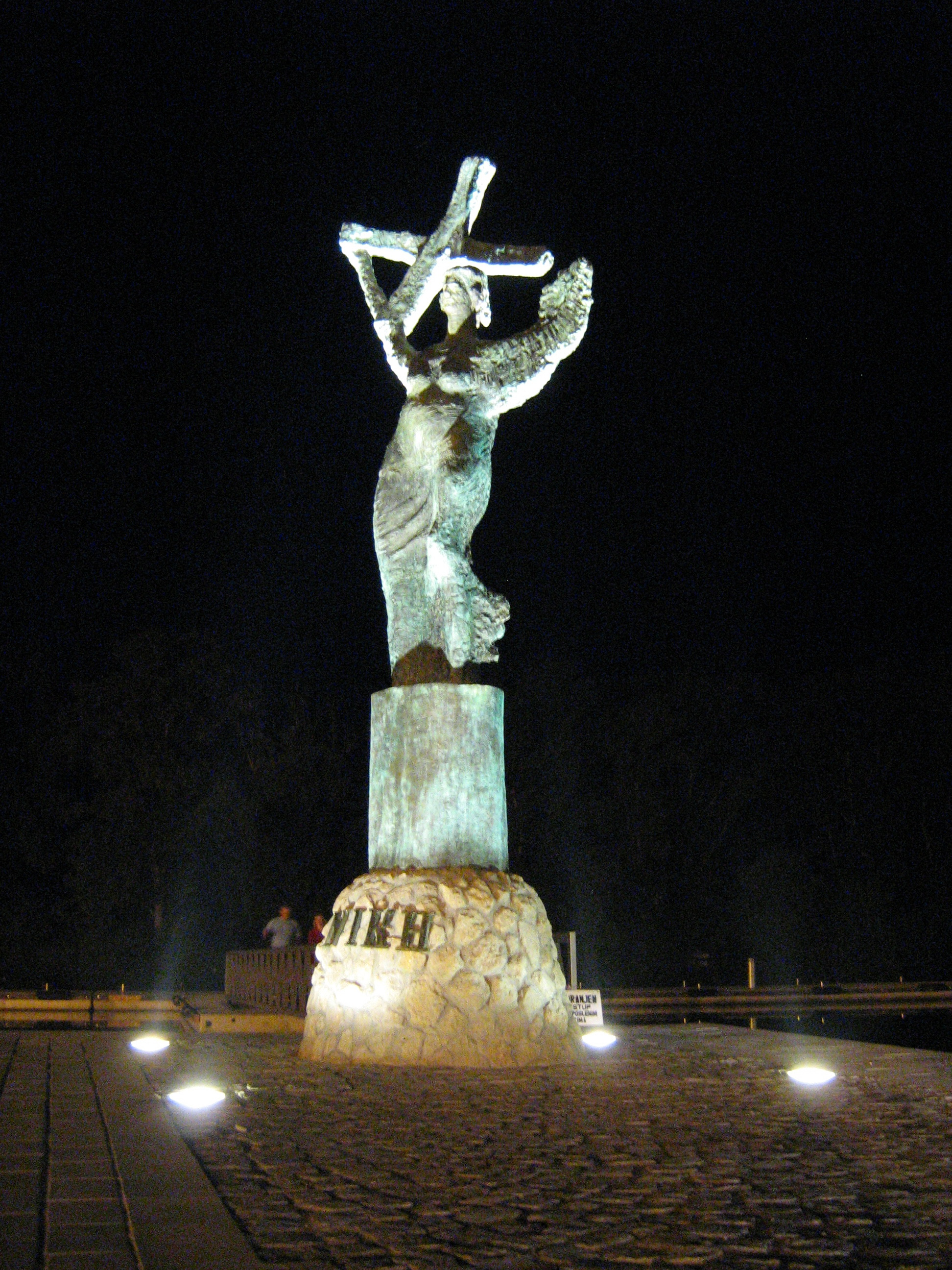
Niké istennő szobra a teherkikötőn

## Testvérvárosok
- Mohács – 2023 óta